# Laurel Holloman
Laurel Lisa Holloman (Chapel Hill, North Carolina, 23 maggio 1971) è un'attrice e pittrice statunitense nota principalmente per il ruolo di Tina Kennard nella serie televisiva The L Word.

## Formazione e primi anni (fino al 1994)
Laurel Holloman frequenta l'Università del North Carolina e consegue la laurea in Bachelor of Arts. Studia, inoltre, pittura e scultura presso l'Istituto d'arte di San Francisco UCLA. La passione della Holloman per la pittura emerge sin dall'infanzia proseguendo anche durante gli anni del college, ma passa in secondo piano per dar spazio alla carriera di attrice quando nel 1994 interpreta il ruolo della quindicenne Mick Kelly nella produzione teatrale "The Heart Is a Lonely Hunter", messa in scena al Theatre for the New City a New York.

## La carriera di attrice (dal 1995 al 2009)
Dopo le prime esperienze teatrali, nel 1995 Laurel Holloman inizia la propria carriera cinematografica interpretando il ruolo di Randy Dean nel film diretto da Maria Maggenti Due ragazze innamorate (The Incredible True Adventure of Two Girls in Love) per il quale riceve numerose critiche positive.
Tra il 1995 e il 2004 Laurel Holloman sceglie con cura i ruoli che intende interpretare, orientandosi principalmente su film del cinema indipendente, quali The Myth of Fingerprints, Boogie Nights e Tumbleweeds.
Dal 2004 al 2009 Laurel Holloman interpreta Tina Kennard nella serie televisiva cult intitolata The L Word. Per questo ruolo riceve nel 2005 un Golden Satellite Award come miglior attrice nella sezione Serie Televisive Drammatiche.
Nel 2009 interpreta un personaggio secondario nel primo episodio della seconda stagione della serie televisiva Castle intitolato Deep in Death (Senza Limite).

## La pittura e l'attività artistica
Dal 2010 la Holloman abbandona la carriera di attrice per dedicarsi esclusivamente alla pittura. Questa scelta è guidata dalla necessità dell'artista di voler controllare in modo completo la propria creatività, trovando l'ispirazione emotiva nel desiderio di esplorare i quesiti del proprio subconscio.
La pittura di Laurel Holloman si inserisce nella tradizione dell'Espressionismo astratto americano e si caratterizza per la potenza e l'espressività della pennellata, per le grandi dimensioni delle sue opere e il loro impatto emotivo. In particolare, la monumentalità per Holloman rappresenta un bisogno di intimità, è un modo per creare un dialogo segreto tra sé stessa e il mondo che la circonda. "La grande dimensione ha anche il compito di trasportare, trascinare chi guarda all'interno del quadro. Laurel Holloman riesce a farci avvolgere dalla pittura, lei può far sentire il suo respiro" (citazione dal discorso di presentazione della curatrice della mostra "All The World Inside" Lea Mattarella).
Dal 2012 è protagonista di mostre personali a Parigi, Venezia e Berlino. Nel 2013 l'opera intitolata "Swell" è stata presentata in occasione dell'evento collaterale "Nell'Acqua Capisco" della 55 Biennale di Venezia. Nel 2014 vince il primo premio Banco Ciudad Award for Best Overall presso la Biennale d'Arte Contemporanea Argentina. Nel 2015 ha vinto un premio per "Into the Woods" durante la Biennale di Firenze. Nel 2015 ha tenuto una mostra personale alla Menier Gallery di Londra dal titolo "The Innocents". Nel 2016 tiene una mostra personale, "Everglow", ad Amstelveen, in Olanda nel Museo Jan Van der Togt. Nel 2017 tiene una mostra personale, "Fertile Ground", presso la Bankside Gallery.

## Mostre personali e collettive
- Mostra personale "Coeur Libre - My Heart is Free", presso Marie du 5e, Parigi, Francia (dal 3 al 22 aprile 2012)[14].
- Mostra personale "Free Falling", presso Ateneo Veneto, Venezia, Italia (dal 12 luglio al 30 settembre 2012)[15].
- Mostra personale "All The World Inside", presso Palazzo-Italia, Berlino, Germania (dal 28 aprile al 23 giugno 2013)[16].
- Mostra collettiva "Nell'Acqua Capisco", Evento collaterale della 55 Biennale di Venezia, Italia (dal 1º giugno al 3 novembre 2013)[17][18].
- Mostra personale "The Fifth Element", presso Galerie Joseph Froissart (dal 13 al 20 luglio 2014).[19][20]
- Mostra collettiva at The Opera Gallery. Monaco, France 2014.
- Partecipazione alla Biennale d'Arte Contemporanea Argentina e vincitrice del premio Banco Ciudad Award for Best Overall. Buenos Aires, Argentina 2014.[21]
- Partecipazione alla Biennale di Firenze e vincitrice del quinto premio. Firenze, Italia (dal 17 al 25 ottobre 2015).[10]
- Mostra personale "The Innocents", presso Menier Gallery, Londra, Regno Unito (dal 17 al 21 novembre 2015).[11]
- Mostra personale "Everglow", presso il Museo Jan Van Der Togt, Amstelveen, Olanda (dall'8 luglio al 28 agosto 2016).[12]
- Mostra personale "Fertile Ground", presso la Bankside Gallery, Londra, Regno Unito (dal 4 luglio al 16 luglio 2017).[13]

## Filmografia

### Cinema
- Due ragazze innamorate, regia di Maria Maggenti (1995)
- Blossom Time, regia di David Orr (1996)
- Boogie Nights - L'altra Hollywood, regia di Paul Thomas Anderson (1997)
- The Clearing, regia di Kat Smith (1997) - cortometraggio
- Prefontaine, regia di Steve James (1997)
- I segreti del cuore, regia di Bart Freundlich (1997)
- Adam si sposa, regia di John L. Jacobs (1997)
- Stamp and Deliver, regia di Dan Mirvish (1998)
- In cerca d'amore, regia di Gavin O'Connor (1999)
- Tide, regia di Sarah Tuft (1999) - cortometraggio
- Loving Jazebel, regia di Kwyn Bader (1999)
- Loser Lover, regia di Jean-Marc Vallée (1999)
- Lush, regia di Mark Gibson (1999)
- Cherry, regia di Jon Glascoe e Joseph Pierson (1999)
- Chapter Zero, regia di Aaron Mendelsohn (1999)
- Lui, lei e gli altri, regia di Lisa Krueger (2000)
- The Rising Place, regia di Tom Rice (2001)
- Popcorn Shrimp, regia di Christopher Walken (2001) - cortometraggio
- Last Ball, regia di Peter Callahan (2001)
- Morning, regia di Ami Canaan Mann (2001)
- Liberty, Maine, regia di Josiah Emery (2001)
- Alone, regia di Phil Claydon (2002)
- Conflict, regia di Chelsea Vance (2005) - cortometraggio

### Televisione
- Cracker – serie TV, episodio 1x01 (1997)
- Così è la vita (That's Life) serie TV, 3 episodi (2001)
- Angel – serie TV, 8 episodi (2001-2002)
- Il tocco di un angelo (Touched by an Angel) – serie TV, episodio 8x17 (2002)
- Senza traccia (Without a Trace) – serie TV, episodio 1x12 (2003)
- The L Word – serie TV, 70 episodi (2004-2009)
- Castle – serie TV, episodio 2x01 (2009)
- Gigantic – serie TV, 4 episodi (2010)
- The L Word: Generation Q – serie TV, 10 episodi (2020-2023)

## Doppiatrici italiane
Nelle versioni in italiano delle opere in cui ha recitato, Laurel Holloman è stata doppiata da:
- Alessandra Korompay in Angel, Castle
- Eleonora De Angelis in The L Word
- Cristiana Rossi in The L Word: Generation Q
- Ilaria Stagni in Due ragazze innamorate